# Takafumi Nišitani
Takafumi Nišitani (japonsky: 西谷 岳文, v anglickém přepisu: Takafumi Nishitani; * 17. ledna 1979, Tadaoka) je bývalý japonský závodník v short tracku. Na olympijských hrách v Naganu roku 1998 vyhrál závod na 500 metrů. Stal se tehdy nejmladším japonským mužem, který vyhrál zlatou olympijskou medaili. Celkem se zúčastnil tří olympiád, krom Nagana ještě Salt Lake City 2002 (8. místo na 500 m) a Turína 2006 (15. místo na 500 m). Z mistrovství světa má dvě týmové medaile, stříbro a bronz. Dvě zlata má též z univerziád, z 500 metrů a ze štafety. Závodní shorttrackovou kariéru ukončil roku 2006 a začal se věnovat dráhové cyklistice, především disciplíně keirin.